# برگرفلک
برگرفلک (به هلندی: Burgervlotbrug) یک منطقهٔ مسکونی در هلند است که در اسخاخن واقع شده‌است. برگرفلک ۱۶۰ نفر جمعیت دارد.